# Funk metal
Il funk metal è un genere musicale che mescola le tecniche del funk e dell'heavy metal. Si tratta di uno stile compreso nel crossover rock, insieme al crossover thrash e al rapcore.

## Storia
Il funk metal si sviluppò attorno alla metà degli anni ottanta quando alcune band alternative rock come i Red Hot Chili Peppers, Fishbone e Primus iniziarono a suonare un ibrido con evidenti basi musicali di ispirazione funk. Il genere univa le chitarre rumorose ed i riff pesanti dell'heavy metal con le linee di basso ed i ritmi sincopati del funk. Questo stile era meno strutturato rispetto ad altre forme di heavy metal, ed il basso copriva un ruolo in primo piano. Le band che seguirono i pionieri, si indirizzarono maggiormente sull'impronta heavy metal, nonostante mantenessero le linee di basso tipiche del funk. Come nel resto dell'heavy metal, anche questo genere ibrido risaltava l'abilità tecnica dei musicisti.
Assieme al rap metal, il funk metal pose le basi per le nuove forme di alternative metal che avrebbero preso piede negli anni novanta. L'omonimo debutto dei Red Hot Chili Peppers del 1984 viene spesso citato come il primo album funk metal, mentre i Faith No More vengono descritti come la band che ha unito il funk metal con il rap metal. I Rage Against the Machine crearono un mix di funk e metal che non includeva solo il rap, ma anche elementi di hardcore. Nel filone entrarono pure alcune band non provenienti dalla scena punk/alternative, come i gruppi glam metal Bang Tango e Extreme, che inserirono spesso elementi funky all'interno della loro musica. Altre band come Primus e Mordred provenivano invece dal thrash metal. I Primus, una band che ha attraversato vari generi, venivano spesso descritti come funk metal, nonostante il leader del gruppo Les Claypool abbia rifiutato tale etichetta. I Living Colour sono stati citati da Rolling Stone come i pionieri del black funk metal.
Los Angeles fu la capitale del funk metal: da questa località negli anni 90 spiccarono gli Infectious Grooves, il gruppo parallelo del cantante dei Suicidal Tendencies Mike Muir, con The Plague That Makes Your Booty Move (1991); gli Eleven con l'album omonimo (1993); gli Sugar Ray con Lemonade and Brownies (1995), e molti altri.
Altre star del genere provenienti da diverse aree furono i newyorkesi Scatterbrain, fondati dagli ex membri dei Ludichrist Tommy Christ e Glen Cummings con l'album Here Comes Trouble (1990); gli olandesi Urban Dance Squad con Mental Floss for the Globe (1990), i 311 del Nebraska con 311 Music (1993), i britannici Senser con Stacked Up (1995), i The Presidents of the United States of America di Seattle con l'omonimo (1995), Orange 9mm di New York con Driver Not Included (1995).